# 布勞湖 (加布森)
52°25′11″N 9°33′1″E / 52.41972°N 9.55028°E

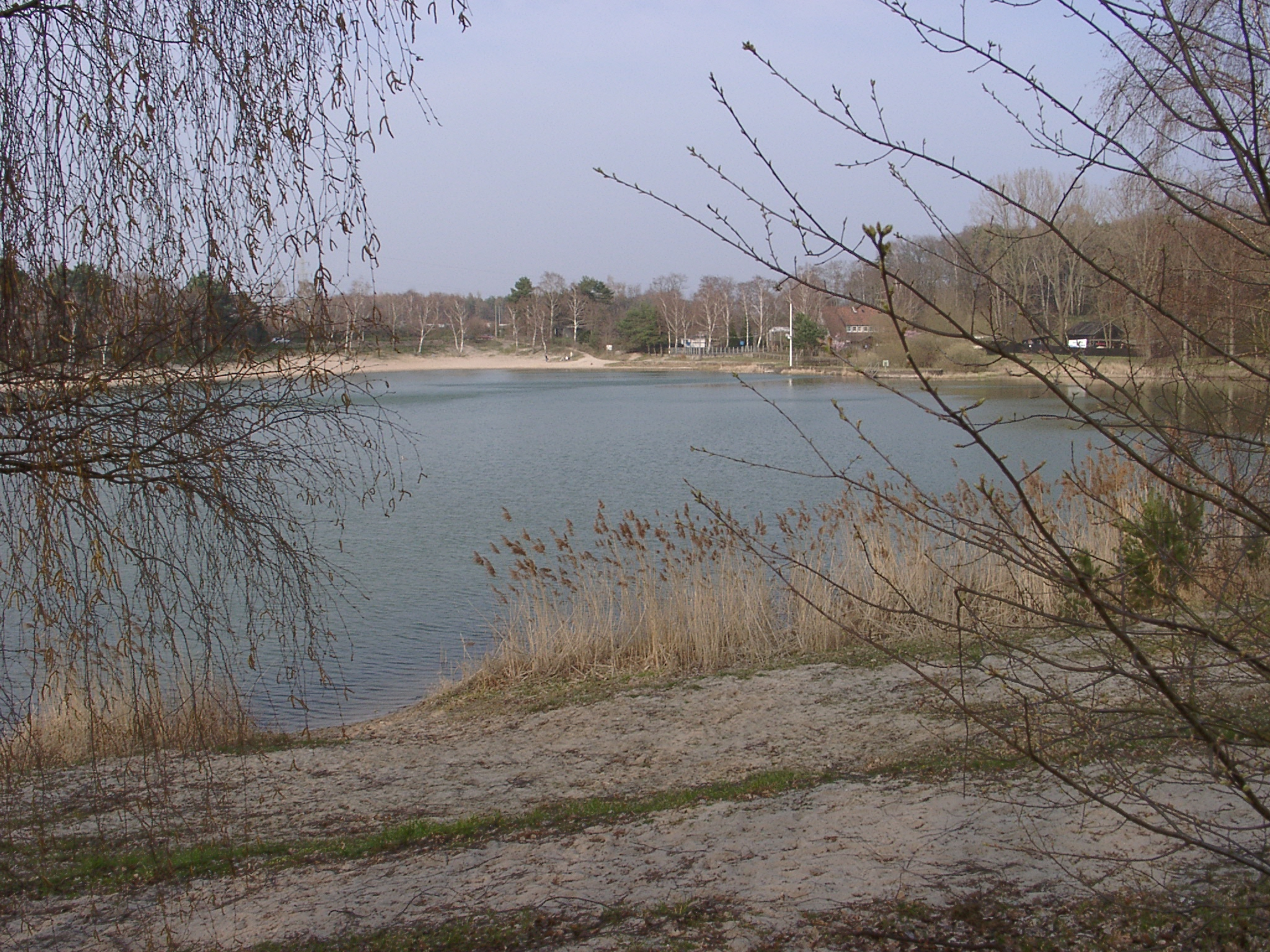

布勞湖（德語：Blauer See），是德國的湖泊，位於該國西北部，由下薩克森州負責管轄，處於加布森附近，長0.5公里，面積0.09平方公里，最大水深7米，該湖泊設有長65米的滑水梯。